# Ermita del Santísimo Cristo (Miguelturra)
La ermita del Santísimo Cristo de la Misericordia, es un edificio religioso que se levanta en la localidad de Miguelturra (Ciudad Real), se la conoce popularmente como la torre gorda. Se trata de una construcción cilíndrica acabada a principios del siglo XIX. Está coronada por una cúpula y rematada con cimborrio y linterna. Dentro se venera a la imagen del Santísimo Cristo de la Misericordia, patrón de la localidad. Está declarada Monumento Histórico Artístico, siendo la última obra de renacentista de la región.

## Historia
Para averiguar el motivo de la construcción de este templo religioso hay que remontarse a unos milagros acontecidos en pleno siglo XVIII. Al parecer un cuadro expuesto en el viejo ayuntamiento, representando a Jesucristo en la cruz, empezaría a sudar sangre dicha imagen. Visitadores de la Orden de Calatrava llegarían para presenciar y atestiguar ese extraño suceso. A partir de aquí se tomó al Santísimo Cristo protector de la localidad y patrono, siendo actualmente su cargo.
Se reunió en dinero necesario, entre limosnas y generosos donativos, y se decidió levantar un templo en honor al Santísimo Cristo. Se encogieron unos terrenos de huerta y su diseño corrió a cargo de Antonio Berete, discípulo de Ventura Rodríguez. Las obras comenzaron en 1772 y concluyeron 1815. El resultado fue un bello edificio de planta circular y una cúpula que se alza a 50 metros del suelo. Ese mismo año, para las fiestas del Cristo en mayo, se traslada el cuadro de las sudoraciones y se coloca en una fornacina central en el retablo mayor.
Pasado unos años, dadas las duras inclemencias del tiempo propio de la zona y las dimensiones del templo, aparecieron una serie de desperfectos en la cúpula y demás aspectos arquitectónicos que hicieron peligrosa la entrada a la ermita, haciendo por ello que se suspendiesen los actos religiosos y el edificio fue clausurado por peligro de derrumbe. Se consiguió, con el paso de los años, de reunir el suficiente dinero como para poner acarrear las obras de mejora del templo. Así la antigua cúpula fue demolida y sustituida por otra, de mejores materiales y una menor dimensión reabriendo el templo en 1915.
Se enfrentaría a las duras condiciones de la Guerra Civil Española, siendo usado como almacén y garaje de camiones. Debido a la toma del bando republicano, las imágenes y cuadros fueron destruidos, así como el cuadro de las sudoraciones, aun conservándose en la actualidad unos restos solo vistos por pocos afortunados.

## Edificio

### Exterior
Esta ermita, se trata de una construcción neoclásica con planta de cruz griega inserta en una planta circular. La construcción, aparece cubierta por una imponente cúpula que reposa sobre un gran cimborrio y coronada por una linterna. Presenta tres puertas de acceso, siendo la puerta principal, la entrada más engalanada. La entrada se realiza a través de un arco de medio punto flanqueado por pilastras adosadas con fustes estriados y coronados por capiteles dóricos. Por encima y en los lados de esta entrada, encontramos hornacinas con imágenes. 
La decoración exterior, está realizada a través de pilastras y óculos con rejas que comunicarían el interior a una escalera de caracol que rodea la ermita en su perímetro y que da acceso a la parte superior (zona del paseo), existiendo también un acceso restringido a la parte superior de la cúpula (linterna). En su decoración exterior, destacaría también la balaustrada en su fachada principal, para rematar con una decoración superior formada por tres cuerpos curvos. 
Todo ello se enmarca dentro de dos plazas, una de ellas ajardinada y plagada de falsas acacias y palmeras, y otra más sencilla y destinada a los actos lúdicos durante las fiestas del mayo.

### Interior
La zona interior, presenta una decoración basada en elementos arquitectónicos: pilastras, hornacinas, balcones protegidos por su correspondiente balaustrada (similar a la que decora la zona exterior de la fachada principal), etc. En una de estas hornacinas (cerca del altar Mayor), se encuentra la imagen del beato Justo Arévalo, mártir miguelturreño víctima de la persecución religiosa entre 1934-1937 y que fue beatificado por el papa Benedicto XVI el 28 de octubre de 2007 y cuya festividad se celebra el 26 de noviembre. En el interior, se pueden apreciar cuatro capillas, cada una con imágenes y algunas con su correspondiente retablo (como la de Santa Lucía o la de la Virgen milagrosa). Pero sin duda, lo más destacado es la imagen del santísimo Cristo de la Misericordia, una obra creada tras la posguerra (ya que la imagen anterior fue destruida en dicho conflicto) que preside el altar Mayor en su correspondiente retablo flanqueado por dos columnas a cada lado, con fuste estriado y coronadas por capiteles compuestos y reposadas sobre unas elegantes basas. En este retablo, también destacan relieves en madera que representan escenas de la vida de Cristo, como la cruz a cuestas camino del Calvario o la Resurrección. 
Frente al altar Mayor, se encuentra el coro, en cuya parte superior pende un cuadro que recuerda el fresco que protagonizó las Santas Sudoraciones.